# Martin Čopič
Martin Čopič, slovenski fizik, * 24. januar 1950, Ljubljana.

## Življenje in delo
Njegov oče je bil Milan Čopič, "oče" slovenske reaktorske fizike. Diplomiral je 1972 na ljubljanski Fakulteti za naravoslovje in tehnologijo in prav tam 1979 tudi doktoriral. Leta 1988 je bil izvoljen za izrednega profesorja in 1993 za rednega profesorja za fiziko na isti fakulteti in obenem postal raziskovalni sodelavec na Institut "Jožef Stefan". Področje njegovega znanstvenega dela je nelinearna optika in laserska spektroskopija, predvsem v tekočih kristalih. Objavil je več člankov v mednarodnem znanstvenem tisku.

## Nagrade in priznanja
- nagrada Sklada Borisa Kidriča (skupaj s še dvema sodelavcema, 1982)
- Zoisovo priznanje za izume (2001, s sodelavci)
- zaslužni profesor Univerze v Ljubljani (2019)
- Blinčeva nagrada za življenjsko delo na področju fizike (2021).